# Najib Effendi al-Yasin
Najib Al-Yasin Effendi (arabisch نجيب أفندي ياسين, DMG Naǧīb Afandī al-Yāsīn) war Bürgermeister von Haifa zu Zeiten des Osmanischen Reiches von 1873 bis 1877. Najib Effendi war adeliger osmanischer Herkunft. Der studierte Jurist ist einer der ältesten bekannten Bürgermeister von Haifa.
Najib Effendi diente dem Osmanischen Reich lange Zeit. Eines der bemerkenswertesten Ehrenabzeichen, das er erhielt, ist die Ehrenmedaille, mit der ihn der Deutsche Kaiser Wilhelm II. bei seinem Besuch in Haifa am 25. Oktober 1898 auszeichnete.